# Palame aeruginosa
Palame aeruginosa är en skalbaggsart som beskrevs av Monné 1985. Palame aeruginosa ingår i släktet Palame och familjen långhorningar. Inga underarter finns listade i Catalogue of Life.